# Willy Baumgärtner
Willy Baumgärtner (Berlino, 23 dicembre 1890 – San Paolo, 6 novembre 1953) è stato un calciatore tedesco.